# Dipsas infrenalis
Dipsas infrenalis là một loài rắn trong họ Rắn nước. Loài này được Rosen mô tả khoa học đầu tiên năm 1905.